# Franjo Tuđmanbrug (Dubrovnik)
De Franjo Tuđmanbrug (Kroatisch: Most dr. Franje Tuđmana), ook Dubrovnikbrug genoemd (Most Dubrovnik), is een tuibrug over een baai van de Adriatische Zee waaroverheen men vanuit het noordwesten Dubrovnik binnen rijdt. De brug is vernoemd naar Franjo Tuđman, de eerste president van het moderne Kroatië.
De tweestrookskustweg van Split naar Dubrovnik is langs vele baaien aangelegd, waardoor het tracé veel langer is dan de hemelsbrede afstand tussen de twee plaatsen. Om de weg twaalf kilometer te verkorten werd tussen 1998 en 2002 de Franjo Tuđmanbrug aangelegd. Vanuit Split gezien kan men de brug over om Dubrovnik te bereiken; gelijk na de brug kan men rechtdoor om de randweg van Dubrovnik op te gaan of linksaf en vervolgens onder de brug door om het noordwestelijke stadsgedeelte in te gaan. De brug bevindt zich zo'n zes kilometer van de historische stadskern.
De brug bestaat uit een noordelijk deel van voorgespannen beton, waarvan de pijler op de noordelijke oever staat, en een tuibrug met de pijler op de zuidelijke oever. De overgang tussen beide delen bestaat uit een kraagsteenconstructie. De totale lengte van de brug is 518 meter. Met een grootste overspanning van 304 meter is de Franjo Tudjmanbrug de op 106 na langste tuibrug ter wereld.

## Oscillaties
In maart 2005 begonnen de tuien van de brug in een winterstorm hevig te bewegen. De brug werd afgesloten voor het verkeer. Tijdens het daaropvolgend onderzoek bleek de ijsafzetting op de kabels verantwoordelijk voor een wijziging van het profiel. Door de sterke winden begonnen de kabels te bewegen en bleven bewegen (zelfresonantie). De resonantiefrequentie werd onder controle gebracht door het plaatsen van een zogenaamde 'actieve kabeldempers'.  